# Падеж
Паде́ж в языках синтетического строя — словоизменительная грамматическая категория именных и местоименных частей речи (существительных, прилагательных, числительных) и близких к ним гибридных частей речи (причастий, герундиев, инфинитивов и проч.), выражающая их синтаксическую и/или семантическую роль в предложении. Падеж является одним из средств выражения синтаксической зависимости имени, выражаемым при подчиненном имени (ср. с маркерами изафета — показателями наличия зависимого синтаксического элемента, присоединяемыми к синтаксическим вершинам). Другими средствами выражения синтаксической зависимости и семантической роли являются предлоги и послелоги, порядок слов, контактное расположение синтаксических групп. В конкретных языках мира обычно наблюдается своя сбалансированная конфигурация средств выражения синтаксических зависимостей.

## Функция в языке
Падеж является грамматической категорией, выполняющей двоякие функции в языке: с одной стороны, падежные формы всегда выступают в роли маркеров независимого или зависимого синтаксического статуса имени, указывают на его доминирующее или подчиненное положение, с другой стороны, они нередко совмещают эту синтаксическую функцию с указанием на семантическую роль, которую выполняет имя в той карте реальности, которая задается предложением. Это может быть роль агенса, пациенса, бене- или малефактива, адресата, инструмента, средства и проч. Как правило, в языках с несколькими падежами три-четыре из них выполняют по преимуществу синтаксические функции (номинатив, аккузатив, эргатив, генитив) и имеют очень широкий, размытый круг семантических функций, а остальные (датив, инструменталис, транслатив, аверсив и многие другие) более семантически специализированы. Как правило, в языках с богатыми падежными системами (финно-угорские, кавказские) значительная часть падежей представляет собой формы локализации, обозначающие разные способы расположения объекта в пространстве (внутри ориентира, над или под ним, конечные и начальные точки движения и проч.). Таковы аллатив, иллатив, инессив, пролатив и другие. Кроме того, в языках типа русского или немецкого падежные формы адъективных частей речи (прилагательных, причастий), наряду с родом и числом, выступают в роли главного инструмента согласования — важного средства повышения связности текста.

## Этимология термина
Русский термин падеж, как и русские названия большинства падежей, является калькой с греческого и латыни — др.-греч. πτῶσις (падение), лат. casus от cadere (падать). Выделяют прямой падеж (именительный и иногда также винительный) и косвенные падежи (остальные). Эта терминология связана с античным представлением о «склонении» (лат. declinatio) как «отклонениях», «отпадениях» от правильной, «прямой» формы слова, и поддерживалась ассоциациями с игрой в кости (где при каждом броске выпадает та или иная сторона — в данном случае одна «прямая» и несколько «косвенных»).

## Проблема определения падежа
- Традиционный формальный метод, опирающийся на анализ падежных показателей (флексий, других аффиксов). Этот метод хорошо работает в случае высокой формальной дифференциации падежей в конкретном языке, но даёт систематические сбои в случаях падежной омонимии.
- Традиционным («школьным») способом определения падежа является вопросный метод, при использовании которого к форме имени задаётся один из так называемых падежных вопросов (в русском кто? что?, кого? чего?, кому? чему? и так далее). Этот метод интуитивно прост и нагляден, но обладает рядом теоретических недостатков:
  1. он предполагает опору на метаязыковую способность задавать вопросы и поэтому зависит от компетенции носителя, что препятствует его формализации;
  2. он не способен разграничивать падежные формы, к которым задаётся один и тот же вопрос (например, чего? — чая или чаю);
- Метод построения однопадежного ряда. В середине 1950-х годов ряд московских учёных, работавших в области приложения математических моделей в лингвистике, обратил внимание на то, что традиционные определения падежа не являются определениями в собственном смысле слова и «не дают возможности ввести в рассмотрение ни одной падежной граммемы, а тем самым и очертить категорию падежа в целом как совокупность своих граммем». То есть формально известные определения описывали не структуру падежа, а лишь его функциональное отличие от других грамматических категорий[1]. На первом в СССР научном семинаре по математической лингвистике («Некоторые применения математических методов в языкознании», 1956) участникам было предложено «дать строгие определения <…> падежа», и через полтора месяца формальное определение падежа, со ссылкой на А. Н. Колмогорова[1], выдвинул один из инициаторов и руководителей семинара, В. А. Успенский. Идея Колмогорова — Успенского, будучи развитой до конца, позволяла определять падеж не путём подстановки вопроса, а путём «удаления имени» из предложения и сопоставления «остатка» с известными матрицами падежей. Упрощая, можно сказать, что падеж будет образован рядом форм всех существительных языка в определённом синтаксическом контексте («однопадежным рядом»). Например, однопадежный ряд русского генитива задаётся лексемой «нет»: (нет) я́блока, жены́, мы́ши и так далее (см. вспомогательное слово в таблице ниже).

При таком подходе «девять падежей русского языка не вызывают сомнений», а с принятием некоторых допущений можно выделить и двенадцать. В своих мемуарах В. А. Успенский утверждает, что это было первое научное (то есть формализованное) определение падежа. Идеи Колмогорова — Успенского в начале 1970-х развивали учёные-лингвисты А. А. Зализняк и А. В. Гладкий. Однако вопрос оставался на уровне экспериментальных изысканий: «Строгого определения падежа в традиционных лингвистических сочинениях нет» — констатировал в одной из работ тех лет Зализняк.

## Список падежей
Ниже приведён список падежей, выделяемых в разных грамматических традициях (вопросы приведены для подходящих по смыслу русских эквивалентов). Некоторые падежи в некоторых языках могут частично или полностью пересекаться между собой по функциональности и/или морфологическим признакам.
| Латинское название      | Русский эквивалент, или пояснение | Характеризующие вопросы           | Функция                                                                | Примеры языков, в которых употребляется |
| ----------------------- | --------------------------------- | --------------------------------- | ---------------------------------------------------------------------- | --- |
| Номинатив               | Именительный падеж                | Кто? Что?                         | Подлежащее                                                             | Практически все агглютинативные и флективные языки (в том числе русский)                                                                                                   |
| Генитив                 | Родительный падеж                 | Кого? Чего?                       | Принадлежность, состав, участие, происхождение, определение, отрицание | Арабский, славянские, финский, грузинский, немецкий, (древне)греческий, исландский, ирландский, латынь, литовский, санскрит, латышский, почти все тюркские языки, японский |
| Посессив                | Притяжательный падеж              | Чей?                              | Только принадлежность                                                  | Казахский; можно отделить от генитива в: английском, кечуа, алтайских и финно-угорских языках, корейском                                                                   |
| Датив                   | Дательный падеж                   | Кому? Чему?                       | Объект передачи, адресат речи, экспериенцер                            | Из ранних индоевропейских языков выжил в балто-славянских, романских и германских языках; финно-угорских языках, японском и корейском языках, санскрите                    |
| Аккузатив               | Винительный падеж                 | Кого? Что?                        | Объект действия                                                        | Почти все агглютинативные языки, большинство флективных (к примеру, русский)                                                                                               |
| Эргатив                 | Действенный падеж                 | Кто? Что?                         | Субъект действия                                                       | Эргативные языки |
| Абсолютив               | Именительный падеж                | Кто? Кого? Что?                   | Объект действия или состояния                                          | Эргативные языки |
| Аффектив                | Дательный падеж                   | Кто? Кому?                        | Субъект, воспринимающий что-либо или испытывающий какие-либо чувства   | |
| Комитатив или Социатив  | Совместный падеж                  | С кем?                            | Второстепенные субъекты действия                                       | Финский, эстонский, баскский, японский, корейский |
| Инструменталис          | Творительный падеж                | Кем? Чем?                         | Орудие действия; иногда субъект действия                               | Монгольские, сербский, русский, польский, корейский, японский и казахский, санскрит                                                                                        |
| Партитив                | Частичный падеж                   | Чего?                             | Действие переходит только на часть объекта                             | Финский, эстонский, удмуртский |
| Вокатив                 | Звательный падеж                  | О, (великий) кто?                 | Обращение к кому-либо или чему-либо                                    | Литовский, латышский, русский, боснийский, польский, белорусский, сербский, хорватский, чешский, украинский, румынский, корейский, болгарский, греческий, санскрит         |
| Эссив                   | Изобразительный падеж             | Какой? Как?                       | Нахождение в каком-либо состоянии                                      | финский, эстонский |
| Транслатив              | Превратительный падеж             | Во что? Кем/чем стал?             | Изменение состояния или местонахождения                                | финский, эстонский |
| Каритив или Абессив     | Лишительный падеж                 | Без кого? Без чего?               | Отсутствие, лишение объекта                                            | Енисейские, тюркские, финно-угорские |
| Темпоралис              | Временной падеж                   | Когда?                            | Время действия                                                         | Финно-угорские |
| Экватив                 | Сравнительный падеж               | Как кто?                          | Сравнение                                                              | Финно-угорские, тюркские |
| Каузалис-финалис        | Причинно-целевой падеж            | Для (ради) кого? Для (ради) чего? | Обстоятельственное значение цели действия                              | Чувашский язык |
| Пространственные падежи |                                   |                                   |                                                                        | |
| Локатив                 | Местный падеж                     | Где? В чём?                       | Местонахождение                                                        | Финно-угорские, тюркские, балтийские языки, этрусский, санскрит |
| Адессив                 | Точного аналога нет               | Где? Около чего?                  | Место (внешн.) нахождения                                              | Финно-угорские |
| Абессив                 | Лишительный падеж                 | Без кого? Без чего?               | Отсутствие чего-либо, нахождение вне чего-либо                         | финский, эстонский, тюркские |
| Инессив                 | Точного аналога нет               | Где? В чём?                       | Место (внутр.) нахождения                                              | финский, эстонский, корейский |
| Аллатив                 | Направительный падеж              | Куда? К чему?                     | Конечный пункт траектории, предмет, на котором скажется действие       | Финно-угорские, тюркские языки, корейский, японский, исландский |
| Иллатив                 | Точного аналога нет               | Куда? Во что?                     | Конечный (внутр.) пункт действия                                       | Финно-угорские языки |
| Аблатив                 | Исходный                          | Откуда? С чего? От чего?          | Исходная точка действия                                                | Финно-угорские языки, тюркские, санскрит, корейский, японский |
| Элатив                  | Точного аналога нет               | Из(нутри) чего?                   | Исходная (внутр.) точка действия                                       | Финно-угорские языки |
| Суперессив              | Точного аналога нет               | На чём?                           | Место (поверх.) нахождения                                             | Нахско-дагестанские, финно-угорские |
| Сублатив                | Точного аналога нет               | На что?                           | Конечный (поверх.) пункт действия                                      | Нахско-дагестанские, финно-угорские |
| Делатив                 | Точного аналога нет               | С чего?                           | Исходная (поверх.) точка действия                                      | Нахско-дагестанские, финно-угорские |
| Субэссив                | Точного аналога нет               | Под чем?                          | Место (низ.) нахождения                                                | Нахско-дагестанские |
| Субдиректив             | Точного аналога нет               | Под что?                          | Конечный (низ.) пункт действия                                         | Нахско-дагестанские |
| Субэлатив               | Точного аналога нет               | Из-под чего?                      | Исходная (низ.) точка действия                                         | Нахско-дагестанские |
| Постэссив               | Точного аналога нет               | За чем?                           | Место (зад.) нахождения                                                | Нахско-дагестанские |
| Постдиректив            | Точного аналога нет               | За что?                           | Конечный (зад.) пункт действия                                         | Нахско-дагестанские |
| Постэлатив              | Точного аналога нет               | Из-за чего?                       | Исходная (зад.) точка действия                                         | Нахско-дагестанские |
| Пролатив                | Точного аналога нет               | Вдоль чего?                       | Только к протяжённым объектам                                          | Монгольские, финский |
| Просекутив              | Продольный падеж                  | Вдоль чего?                       |                                                                        | Енисейские |
| Терминатив              | Предельный падеж                  | До уровня чего? (по куда?)        | Указание высоты/глубины                                                | Монгольские, эстонский |

## Падежная иерархия
Современная лингвистическая типология опирается на представление о том, что падежи представляют собой упорядоченную систему, иерархию, в которой каждому падежу присваивается определённый ранг:
- Номинатив → Аккузатив или Эргатив → Генитив → Датив → Локатив → Аблатив → Инструменталис → Вокатив → другие падежи[5]:p.89.

В рамках этой иерархии в общем случае действует следующее правило: «Если в языке нет определённого падежа, то в нём не будет других падежей, занимающих в иерархии место справа от него», иными словами, если в языке нет локатива, то в нём не будет, например, инструменталиса. Эта иерархия, однако, отражает лишь общую тенденцию и представляет собой скорее частоту употребления (фреквенталию), а не абсолютную языковую универсалию. Так, в русском и чешском языках нет аблатива, однако есть инструменталис (причём в русском последний оказывается самым формально различительным падежом, с самым низким индексом межпадежной омонимии). В ирландском языке номинатив и аккузатив перестали различаться, однако датив и локатив в ряде форм не совпадают, в нём сохраняются генитив и вокатив, но нет аблатива и инструменталиса. В панджаби аккузатив, генитив и датив слились в форме одного косвенного падежа, и при этом в нём сохраняются вокатив, локатив и аблатив.

## Падежная система русского языка
В русском языке склоняются (изменяются по падежам) имена: существительные, прилагательные, числительные, причастия и местоимения. Склонение выражается окончанием.

### Основные падежи
Современная лингвистическая традиция выделяет шесть падежей:
| № | Русское название | Латинское название                                 | Вспомогательное слово | Характеризующий вопрос                      |
| 1 | Именительный     | Номинатив (Nominativus), вокатив (Vocativus)       | Есть                  | Кто? Что?                                   |
| 2 | Родительный      | Генитив (Genitivus)                                | Нет                   | Кого? Чего?                                 |
| 3 | Дательный        | Датив (Dativus)                                    | Рад                   | Кому? Чему?                                 |
| 4 | Винительный      | Аккузатив (Accusativus)                            | Вижу                  | Кого? Что?                                  |
| 5 | Творительный     | Инструментатив (Instrumentalis)                    | Доволен               | Кем? Чем?                                   |
| 6 | Предложный       | Препозитив (Praepositionalis), локатив (Locativus) | Думаю                 | О ком? О чём?; В ком? В чём? Где? (Местный) |

| Падеж | Вопрос                      | 1 склонение (мн. ч.)                          | 2 склонение (мн. ч.)                       | 3 склонение (мн. ч.) |
| ----- | --------------------------- | --------------------------------------------- | ------------------------------------------ | -------------------- |
| И. п. | Кто? Что?                   | доска (доски), папа (папы)                    | трактор (тракторы), бревно (брёвна)        | мазь (мази)          |
| Р. п. | Кого? Чего?                 | доски (досок), папы (пап)                     | трактора (тракторов), бревна (брёвен)      | мази (мазей)         |
| Д. п. | Кому? Чему?                 | доске (доскам), папе (папам)                  | трактору (тракторам), бревну (брёвнам)     | мази (мазям)         |
| В. п. | Кого? Что?                  | доску (доски), папу (пап)                     | трактор (тракторы), бревно (брёвна)        | мазь (мази)          |
| Т. п. | Кем? Чем?                   | доской/доскою (досками), папой/папою (папами) | трактором (тракторами), бревном (брёвнами) | мазью (мазями)       |
| П. п. | О ком? О чём? В ком? В чём? | доске (досках), папе (папах)                  | тракторе (тракторах), бревне (брёвнах)     | мази (мазях)         |

|    | Именительный    | Именительный    | Именительный    | Именительный    | Родительный      | Родительный      | Родительный      | Родительный      | Дательный         | Дательный         | Дательный         | Дательный         | Винительный        | Винительный        | Винительный        | Винительный        | Творительный            | Творительный       | Творительный       | Творительный       | Предложный            | Предложный            | Предложный            | Предложный            |
|    | ед              | ед              | ед              | мн              | ед               | ед               | ед               | мн               | ед                | ед                | ед                | мн                | ед                 | ед                 | ед                 | мн                 | ед                      | ед                 | ед                 | мн                 | ед                    | ед                    | ед                    | мн                    |
|    | 1               | 2               | 3               | мн              | 1                | 2                | 3                | мн               | 1                 | 2                 | 3                 | мн                | 1                  | 2                  | 3                  | мн                 | 1                       | 2                  | 3                  | мн                 | 1                     | 2                     | 3                     | мн                    |
| мж | -а -я           | ---             | ---             | -ы -и -а -я     | -ы -и            | -а -я            | -и               | -ов -ей -ев -ёй  | -е -и             | -у -ю             | -и                | -ам -ям           | -у -ю              | --- -а -о -я -е    | --- -ь             | -ов -ей -а -я      | -ой -ою -ей -ею -ёй -ёю | -ом -ем -ём        | -ю -ью             | -ами -ями          | -е -и                 | -е -и                 | -и                    | -ах -ях               |
| жн | -а -я           |                 | -ь              | -ы -и -а -я     | -ы -и            | -а -я            | -и               | --- -ей -ий      | -е -и             | -у -ю             | -и                | -ам -ям           | -у -ю              | --- -а -о -я -е    | --- -ь             | --- -ей -ы -и      | -ой -ою -ей -ею -ёй -ёю | -ом -ем -ём        | -ю -ью             | -ами -ями          | -е -и                 | -е -и                 | -и                    | -ах -ях               |
| жн | -а -я           |                 | -ь              | -ы -и -а -я     | -ы -и            | -а -я            | -и               | --- -ей -ий      | -е -и             | -у -ю             | -и                | -ам -ям           | -у -ю              | --- -а -о -я -е    | --- -ь             | --- -ей -ы -и      | -ой -ою -ей -ею -ёй -ёю | -ом -ем -ём        | -ю -ью             | -ами -ями          | -е -и                 | -е -и                 | -и                    | -ах -ях               |
| жн | -а -я           |                 | -ь              | -ы -и -а -я     | -ы -и            | -а -я            | -и               | --- -ей -ий      | -е -и             | -у -ю             | -и                | -ам -ям           | -у -ю              | --- -а -о -я -е    | --- -ь             | --- -ей -ы -и      | -ой -ою -ей -ею -ёй -ёю | -ом -ем -ём        | -ю -ью             | -ами -ями          | -е -и                 | -е -и                 | -и                    | -ах -ях               |
| жн | -а -я           |                 | -ь              | -ы -и -а -я     | -ы -и            | -а -я            | -и               | --- -ей -ий      | -е -и             | -у -ю             | -и                | -ам -ям           | -у -ю              | --- -а -о -я -е    | --- -ь             | --- -ей -ы -и      | -ой -ою -ей -ею -ёй -ёю | -ом -ем -ём        | -ю -ью             | -ами -ями          | -е -и                 | -е -и                 | -и                    | -ах -ях               |
| ср |                 | -о -е           | ---             | -ы -и -а -я     | -ы -и            | -а -я            | -и               | ---              | -е -и             | -у -ю             | -и                | -ам -ям           | -у -ю              | --- -а -о -я -е    | --- -ь             |                    | -ой -ою -ей -ею -ёй -ёю | -ом -ем -ём        | -ю -ью             | -ами -ями          | -е -и                 | -е -и                 | -и                    | -ах -ях               |
| ср |                 | -о -е           | ---             | -ы -и -а -я     | -ы -и            | -а -я            | -и               | ---              | -е -и             | -у -ю             | -и                | -ам -ям           | -у -ю              | --- -а -о -я -е    | --- -ь             |                    | -ой -ою -ей -ею -ёй -ёю | -ом -ем -ём        | -ю -ью             | -ами -ями          | -е -и                 | -е -и                 | -и                    | -ах -ях               |
| ср |                 | -о -е           | ---             | -ы -и -а -я     | -ы -и            | -а -я            | -и               | ---              | -е -и             | -у -ю             | -и                | -ам -ям           | -у -ю              | --- -а -о -я -е    | --- -ь             |                    | -ой -ою -ей -ею -ёй -ёю | -ом -ем -ём        | -ю -ью             | -ами -ями          | -е -и                 | -е -и                 | -и                    | -ах -ях               |
| ср |                 | -о -е           | ---             | -ы -и -а -я     | -ы -и            | -а -я            | -и               | ---              | -е -и             | -у -ю             | -и                | -ам -ям           | -у -ю              | --- -а -о -я -е    | --- -ь             |                    | -ой -ою -ей -ею -ёй -ёю | -ом -ем -ём        | -ю -ью             | -ами -ями          | -е -и                 | -е -и                 | -и                    | -ах -ях               |
|    | буква           | буква           | буква           | ы               | буквы            | буквы            | буквы            | в                | букве             | букве             | букве             | ам                | букву              | букву              | букву              | ы                  | буквой                  | буквой             | буквой             | ами                | букве                 | букве                 | букве                 | ах                    |
|    | Кто? Что? Есть. | Кто? Что? Есть. | Кто? Что? Есть. | Кто? Что? Есть. | Кого? Чего? Нет. | Кого? Чего? Нет. | Кого? Чего? Нет. | Кого? Чего? Нет. | Кому? Чему? Дать. | Кому? Чему? Дать. | Кому? Чему? Дать. | Кому? Чему? Дать. | Кого? Что? Винить. | Кого? Что? Винить. | Кого? Что? Винить. | Кого? Что? Винить. | Кем? Чем? Доволен.      | Кем? Чем? Доволен. | Кем? Чем? Доволен. | Кем? Чем? Доволен. | О ком? О чём? Думать. | О ком? О чём? Думать. | О ком? О чём? Думать. | О ком? О чём? Думать. |

|             | Именительный    | Родительный      | Дательный         | Винительный        | Творительный       | Предложный            |
| ----------- | --------------- | ---------------- | ----------------- | ------------------ | ------------------ | --------------------- |
|             | добродетель     | добродетели      | добродетели       | добродетель        | добродетелью       | добродетели           |
| 1 Склонение | а               | и                | е                 | у                  | ой, ою             | е                     |
| 1 Склонение | -               | -                | -                 | -                  | -                  | -                     |
| 2 Склонение |                 | а                | у                 |                    | ом                 | е                     |
| 2 Склонение | -               | -                | -                 | -                  | -                  | -                     |
| 3 Склонение | ь               | и                | и                 | ь                  | ью                 | и                     |
| 3 Склонение | добродетели     | добродетелей     | добродетелям      | добродетели        | добродетелями      | добродетелях          |
|             |                 |                  |                   |                    |                    |                       |
| Мужской     | какой, чей      | какого, чьего    | какому, чьему     | какого, чьего      | каким, чьим        | каком, чьём           |
| Мужской     | добродетельный  | добродетельного  | добродетельному   | добродетельного    | добродетельным     | добродетельном        |
| Женский     | какая, чья      | какой, чьей      | какой, чьей       | какую, чью         | какой, чьей        | какой, чьей           |
| Женский     | добродетельная  | добродетельной   | добродетельной    | добродетельную     | добродетельной     | добродетельной        |
| Общий       | какое, чьё      | какого, чьего    | какому, чьёму     | какое, чьё         | каким, чьим        | каком, чьём           |
| Общий       | добродетельное  | добродетельного  | добродетельному   | добродетельное     | добродетельным     | добродетельном        |
| Множество   | какие, чьи      | каких, чьих      | каким, чьим       | какие, чьи         | какими, чьими      | каких, чьих           |
| Множество   | добродетельные  | добродетельных   | добродетельным    | добродетельные     | добродетельными    | добродетельных        |
|             | Кто? Что? Есть. | Кого? Чего? Нет. | Кому? Чему? Дать. | Кого? Что? Винить. | Кем? Чем? Доволен. | О ком? О чём? Думать. |

### Дополнительные падежи
В русском языке можно выделить несколько дополнительных падежей.
Аблатив (исходный, отложительный падеж) — падеж, обозначающий начало движения и отвечающий на вопрос «откуда?». В русском языке совпадает с родительным падежомс работы — нет работы, из Москвы — нет Москвы. Однако изредка он сохраняет свою специфику. Например, наряду с формой вышел из леса существует аблатив вышел и́з лесу, кровь и́з носу, работать и́з дому
Вокатив (звательные формы) — формы существительного, изредка используемые при обращенииВ русском языке можно выделить две или три формы звательного падежа. Примеры так называемого «нового звательного» падежа: «Аня — Ань!», «Саша — Саш!». «Старый звательный» падеж сохранился в словах «старче» (старец), «отче» (отец), «мати» (мать), «Господи» (Господь), «Боже» (Бог) и других. Этот падеж считался седьмым русским падежом в грамматиках, изданных до 1918 года. Третья форма звательного падежа сохранилась в словах «деда», «доча», «мати» и т. п. Название этой формы «падежом» условно, так как в строго грамматическом смысле звательная форма падежом не является. Вокатив также сохранился в других славянских языках. Например, украинская грамматика выделяет отдельный звательный падеж (укр. кличний відмінок): «Добре єси, мій кобзарю, Добре, батьку, робиш!» (Тарас Шевченко, «Кобзарь») — в звательной форме, «кобзар» превращается в «кобзарю», а «батько» превращается в «батьку». Широко распространён также в польском. Для ограниченного числа слов вокатив существует и в белорусском.
Локатив (местный падеж, второй предложный)Предложный падеж совмещает изъяснительное значение (о чём?) и местное (где?). У большинства слов формы совпадают: «говорить о столе» — «находиться в столе», «об избе» — «в избе». Однако у ряда слов фактически две формы предложного падежа: «о шкафе» — «в шкафу» и «о лесе» — «в лесу», что позволяет выделить особый местный падеж. Из-за небольшого количества слов, у которых формы не совпадают (их чуть более ста), в академической традиции в русском языке такой падеж обычно не выделяется.
Партитив (количественно-отделительный или второй родительный)В этом падеже ставится существительное, означающее целое по отношению к некоторой части. Отвечает на вопрос «чего?». Этот падеж мы можем услышать в двух равносильных формах некоторых словосочетаний: например, «головка чеснока», но также «головка чесноку»; особенно хорошо он заметен применительно к неисчисляемым существительным: сахару, песку (не путать с дательным), чаю и др. В контексте можно проследить разделение родительного и данного падежа: «нет сахара» и «положить сахару». В общепринятой школьной системе все эти формы относятся к родительному падежу.
Есть мнение, что этот падеж — один из двух, могущих быть прямым дополнением при глаголе. Причём глаголы могут иметь в качестве прямого дополнения как лишь существительное в партитиве, так и в аккузативе (это часто зависит от одушевлённости и исчисляемости существительного).
ЖдательныйС глаголами «ждать» и схожими по смыслу употребляется форма родительного, которую иногда выделяют в отдельный падеж. Например: жду письмо (винительный), но жду письма (ждательный).
Транслатив (превратительный, включительный падеж)Форма, использующаяся в конструкциях вида «пойти в солдаты», «избрать в президенты», «поступить в актёры», обозначающих переход в другое состояние или положение. В этих случаях винительный падеж множественного числа совпадает по форме с именительным.
Счётные формыСуществует несколько специальных форм, используемых с разного рода единицами измерения. Например «девять грамм» (счётный первого типа), «прошло три часа́» (счётный второго типа — важна смена ударения). См. также Счётная форма
Кроме вышеупомянутых падежей, специалисты (например, В. А. Успенский, А. А. Зализняк) иногда выделяют ещё несколько (временной и др.). Точное количество выделяемых падежей зависит от выбранного определения падежа.
Пример винительного, предложного и звательного падежей показывает, что для определения падежа существительного недостаточно характеризующего вопроса. Для винительного нет ни одного уникального вопроса, для предложного нет общего вопроса (предлог в вопросе зависит от предлога в предложении), для звательного вопросов нет вообще.
Согласно альтернативному мнению, ждательный и превратительный «падежи» — особая форма управления, часть счётных форм — пережитки двойственного числа.

## Квазипадежи
- Изафет (смихут)